# Із полону, з-під Ізмаїлу
Із полону, з-під Ізмаїлу — українська пісня автора-виконавця Едуарда Драча. Присвячена легендарним подіям 1675 року, коли кошовий отаман Іван Сірко наказав порубати близько 3000 своїх звільнених з татарського полону земляків, які захотіли повернутися до Криму.

## Сюжет

Портрет Івана Сірка

В основу пісні покладено сюжет про страту отаманом Сірком кількох тисяч визволених бранців, відомий з багатьох історичних джерел, зокрема Літопису Самійла Величка та праць Дмитра Яворницького.
1675 року кошовий отаман Іван Сірко, повертаючись з походу на Крим, вів 7000 звільнених із татарської неволі українців: християн і тумів. На території Чорної долини деякі з них почали просити в отамана дозволу повернутися до Криму. Коли Іван Сірко дозволив їм зробити вибір, то 4000 вирішили повернутися в Україну, а 3000 — в Крим. Ось як описує ці події Дмитро Яворницький:

Сірко наказав усіх їх нагодувати, а потім одних залишив при собі, а інших відпустив у Крим. Але перед тим запитав їх, чому вони прагнуть назад у ханство. Ті відповіли, що у Криму в них є майно і господарство, і там їм буде краще жити, аніж на Русі, де у них нічого немає. Відпускаючи цих людей, кошовий ще до кінця не вірив, що вони справді підуть у Крим, і сподівався, що вони все-таки повернуть на Русь. Потім Сірко піднявся на могилу і довго дивився їм услід, аж поки їх не стало видно.
Тоді він врешті переконався у твердому намірі визволених земляків знову йти в Крим і наказав молодим козакам осідлати коней, наздогнати відпущених і всіх до одного нещадно порубати. Кошовий додав, що він негайно поїде слідом, аби переконатися, як виконано його наказ. Козаки здійснили веління Сірка. Трохи згодом кошовий прискакав туди, де виконувався його наказ. Коли Сірко пересвідчився, що його наказ здійснено, він подякував козакам. Потім до мертвих звернувся з такими словами: «Простіть нам, браття, а самі спіть тут до страшного суду Господнього замість того, щоб розмножатися вам у Криму між бусурманами на наші християнські молодецькі голови і на свою вічну без хрещення погибель».

Цей сюжет був використаний у багатьох творах української літератури, зокрема, романі Юрія Мушкетика «Яса», п'єсі Анатолія Шияна «Де тирса шуміла», оповіданні Віктора Петрова «Помста», поемі Олекси Веретенченка «Чорна долина». За романом «Яса», 1990 року режисер Борис Шиленко зняв художній фільм «Чорна долина».
На відміну від класичного сюжету, в пісні Едуарда Драча козаки повертаються не з Криму, а з-під Ізмаїлу.

## Виконання пісні
Пісню «Із полону, з-під Ізмаїлу» Едуард Драч написав у середині 1980-х років. Уперше прозвучала в передачі українського телебачення Монолог лікаря, навесні 1989, у виконанні автора з гітарним супроводом; на рівненському обласному радіо — 25 травня 1988 року; зі сцени — на гастролях театру «Не журись!», у Києві, 1988 року. Виконувалась на фестивалі «Червона рута — 89» у Чернівцях, де Едуард Драч став лауреатом першої премії серед співців.
Записала пісню «Студія Лева», 1990 року, включивши до магнітоальбому «Едуард Драч і Ніна Матвієнко». 1994 року пісня увійшла в CD Едуарда Драча «Небо України» студії «Саме так!». Нова версія пісні, записана у кобзарській харківсько-зинківській традиції, увійшла до альбому «Про Славу І Багатство» 2011 року студії «Наш формат». Саме з цією піснею автор складав іспит на знання традиції двом пан-майстрам Київського кобзарського цеху Миколі Буднику та Миколі Товкайлу. 2021 року на цифрових платформах вийшов альбом «Часова капсула» з піснями Едуарда Драча, записаними на рівненському обласному радіо у 1988 році, серед яких пісня «Із полону».
Разом з театром «Не журись!» пісню також виконував кобзар Василь Жданкін. У його виконанні вона увійшла в магнітоальбом «Не журись!» студії «Кобза», виданий 1989 року у Канаді та «Від вуха до вуха» львівської Студії Лева. 1996 року — у сольний альбом Василя Жданкіна «Б'ють пороги».
Входила у репертуар Сергія Василюка, Андрія Хавунки та ансамблю «Черкаські козаки». Іноді помилково вважається історичною піснею часів Івана Сірка. Як записана на Одещині народна пісня виконувалась на концертах фольклорних колективів.